# Наваф аль-Абед
Наваф аль-Абед (араб. نواف العابد, нар. 26 січня 1990, Ер-Ріяд) — саудівський футболіст, нападник клубу «Аль-Гіляль» і національної збірної Саудівської Аравії.

## Клубна кар'єра
У дорослому футболі дебютував 2008 року виступами за команду клубу «Аль-Гіляль», кольори якої захищає й донині.

## Виступи за збірну
У 2010 році дебютував в офіційних матчах у складі національної збірної Саудівської Аравії. Наразі провів у формі головної команди країни 25 матчів, забивши 3 голи.
У складі збірної був учасником кубка Азії з футболу 2011 року у Катарі, кубка Азії з футболу 2015 року в Австралії.

## Титули і досягнення
- Чемпіон Саудівської Аравії (5):

«Аль-Гіляль»: 2009-10, 2010-11, 2016-17, 2017-18, 2019-20
- Володар Королівського кубка Саудівської Аравії (2):

«Аль-Гіляль»: 2014-15, 2016-17
- Володар Кубка наслідного принца Саудівської Аравії (6):

«Аль-Гіляль»: 2008-09, 2009-10, 2010-11, 2011-12, 2012-13, 2015-16
- Володар Суперкубка Саудівської Аравії (2):

«Аль-Гіляль»: 2015, 2018
- Переможець Ліги чемпіонів АФК (1):

«Аль-Гіляль»: 2019
Збірні
- Переможець Кубка націй Перської затоки: 1994, 2002